# Svetovni pokal v smučarskih poletih 2018
Svetovni pokal v smučarskih poletih 2018 je bila uradno enaindvajseta prihajajoča sezona svetovnega pokala v smučarskih poletih nagrajena z malim globusom kot del iste sezone svetovnega pokala v smučarskih skokih.

## Koledar

### Moški
| Šte. | Sezona | Datum           | Kraj                     | Letalnica                      | Vel. | Zmagovalec                                               | Drugi                                                    | Tretji                                                   | Rumena majica                                            | Ref.                                                     |
| ---- | ------ | --------------- | ------------------------ | ------------------------------ | ---- | -------------------------------------------------------- | -------------------------------------------------------- | -------------------------------------------------------- | -------------------------------------------------------- | -------------------------------------------------------- |
| 116  | 1      | 13. januar 2018 | Tauplitz/Bad Mitterndorf | Kulm HS235                     | LE   | Andreas Stjernen                                         | Daniel-André Tande                                       | Simon Ammann                                             | Andreas Stjernen                                         | [ 1 ]                                                    |
|      |        | 14. januar 2018 | Tauplitz/Bad Mitterndorf | Kulm HS235                     | LE   | močan veter; možna prestavitev konec na sezone v Planici | močan veter; možna prestavitev konec na sezone v Planici | močan veter; možna prestavitev konec na sezone v Planici | močan veter; možna prestavitev konec na sezone v Planici | močan veter; možna prestavitev konec na sezone v Planici |
| 117  | 2      | 18. marec 2018  | Vikersund                | Vikersundbakken HS240          | LE   | Robert Johansson                                         | Andreas Stjernen                                         | Daniel-André Tande                                       | Andreas Stjernen                                         | [ 2 ]                                                    |
| 118  | 3      | 23. marec 2018  | Planica                  | Letalnica bratov Gorišek HS240 | LE   | Kamil Stoch                                              | Johann André Forfang                                     | Stefan Kraft                                             | Andreas Stjernen                                         | [ 3 ]                                                    |
| 119  | 4      | 25. marec 2018  | Planica                  | Letalnica bratov Gorišek HS240 | LE   | Kamil Stoch                                              | Stefan Kraft                                             | Daniel-André Tande                                       | Kamil Stoch                                              | [ 4 ]                                                    |

### Ekipno
| Šte. | Sezona | Datum          | Kraj      | Letalnica                      | Vel. | Zmagovalec                                                                        | Drugi                                                                              | Tretji                                                       | Rumena majica | Ref.  |
| ---- | ------ | -------------- | --------- | ------------------------------ | ---- | --------------------------------------------------------------------------------- | ---------------------------------------------------------------------------------- | ------------------------------------------------------------ | ------------- | ----- |
| 20   | 1      | 17. marec 2018 | Vikersund | Vikersundbakken HS240 (nočna)  | LE   | NorveškaDaniel-André Tande Johann André Forfang Andreas Stjernen Robert Johansson | PoljskaPiotr Żyła Stefan Hula Dawid Kubacki Kamil Stoch                            | SlovenijaDomen Prevc Jernej Damjan Tilen Bartol Peter Prevc  | Norveška      | [ 5 ] |
| 21   | 2      | 24. marec 2018 | Planica   | Letalnica bratov Gorišek HS240 | LE   | NorveškaDaniel-André Tande Andreas Stjernen Robert Johansson Johann André Forfang | NemčijaMarkus Eisenbichler · Stephan Leyhe · Andreas Wellinger · Richard Freitag · | SlovenijaDomen Prevc Robert Kranjec Anže Semenič Peter Prevc | Norveška      | [ 6 ] |

## Lestvica

### Smučarski poleti
| Uvr. | po 4 tekmah              | 13/01/2018 Kulm | 18/03/2018 Vikersund | 23/03/2018 Planica | 25/03/2018 Planica | Skupaj |
| ---- | ------------------------ | --------------- | -------------------- | ------------------ | ------------------ | ------ |
| 1    | Andreas Stjernen         | 100             | 80                   | 32                 | 45                 | 257    |
| 2    | Kamil Stoch              | 10              | 40                   | 100                | 100                | 250    |
| 3    | Robert Johansson         | 50              | 100                  | 50                 | 50                 | 250    |
| 4    | Stefan Kraft             | 29              | 45                   | 60                 | 80                 | 214    |
| 5    | Daniel-André Tande       | 80              | 60                   | q                  | 60                 | 200    |
| 6    | Johann André Forfang     | 1               | 29                   | 80                 | 32                 | 140    |
| 7    | Richard Freitag          | DNS             | 32                   | 40                 | 40                 | 112    |
| 8    | Peter Prevc              | 40              | 18                   | 16                 | 32                 | 106    |
| 9    | Noriaki Kasai            | 45              | 26                   | 24                 | 9                  | 104    |
| 10   | Markus Eisenbichler      | 26              | 36                   | 18                 | 22                 | 102    |
| 11   | Simon Ammann             | 60              | 10                   | 12                 | 18                 | 100    |
| 12   | Anders Fannemel          | 15              | 13                   | 45                 | 24                 | 97     |
| 13   | Domen Prevc              | 24              | 50                   | q                  | DNS                | 74     |
| 14   | Džunširo Kobajaši        | 0               | 8                    | 36                 | 26                 | 70     |
| 15   | Stefan Hula              | 18              | 14                   | 10                 | 20                 | 62     |
| 16   | Dawid Kubacki            | 0               | 15                   | 29                 | 10                 | 54     |
| 17   | Rjoju Kobajaši           | 3               | 9                    | 20                 | 16                 | 48     |
| 18   | Anže Semenič             | 32              | q                    | 1                  | 14                 | 47     |
| 19   | Tilen Bartol             | 13              | 20                   | q                  | 13                 | 46     |
| 20   | Halvor Egner Granerud    | 6               | 24                   | 3                  | 11                 | 44     |
| 21   | Clemens Aigner           | 36              | q                    | q                  | 5                  | 41     |
| 22   | Piotr Żyła               | 14              | 22                   | q                  | 4                  | 40     |
| 23   | Stephan Leyhe            | 11              | 16                   | 11                 | 1                  | 39     |
| 24   | Karl Geiger              | q               | 0                    | q                  | 36                 | 36     |
| 25   | Michael Hayböck          | 22              | 6                    | DNS                | 7                  | 35     |
| 26   | Andreas Wellinger        | 16              | 0                    | q                  | 15                 | 31     |
| 27   | Robert Kranjec           | DNS             | DNS                  | 26                 | DNS                | 26     |
| 28   | Kevin Bickner            | 7               | 1                    | 15                 | DNS                | 23     |
| 29   | Jurij Tepeš              | DNS             | DNS                  | 22                 | DNS                | 22     |
| 30   | Denis Kornilov           | q               | 12                   | 9                  | DNS                | 21     |
| 31   | Čestmír Kožíšek          | 20              | q                    | 0                  | DNS                | 20     |
|      | Maciej Kot               | 8               | 0                    | 0                  | 12                 | 20     |
| 33   | Jernej Damjan            | 2               | 7                    | 0                  | 8                  | 17     |
| 34   | Tomaž Naglič             | DNS             | DNS                  | 14                 | DNS                | 14     |
| 35   | Bor Pavlovčič            | DNS             | DNS                  | 13                 | DNS                | 13     |
| 36   | Manuel Poppinger         | 12              | DNS                  | DNS                | DNS                | 12     |
|      | Daniel Huber             | q               | DNS                  | 6                  | 6                  | 12     |
|      | Pius Paschke             | 4               | DNS                  | 5                  | 3                  | 12     |
| 39   | Jukija Sato              | DNS             | 11                   | 0                  | DNS                | 11     |
|      | Taku Takeuči             | 9               | q                    | 0                  | 2                  | 11     |
| 41   | Andreas Wank             | 0               | q                    | 8                  | DNS                | 8      |
| 42   | Žiga Jelar               | 0               | DNS                  | 7                  | DNS                | 7      |
| 43   | Jakub Wolny              | 0               | 4                    | 2                  | DNS                | 6      |
| 44   | Alex Insam               | 0               | 5                    | 0                  | DNS                | 5      |
|      | Vladimir Zografski       | 5*              | 0                    | q                  | DNS                | 5      |
| 46   | Gregor Schlierenzauer    | 0               | 0                    | 4                  | DNS                | 4      |
| 47   | Nejc Dežman              | DNS             | 3                    | q                  | DNS                | 3      |
| 48   | Manuel Fettner           | 0               | 2                    | 0                  | 0                  | 2      |
|      | Mihail Nazarov           | 0               | q                    | q                  | DNS                | 0      |
|      | Sebastian Colloredo      | 0               | q                    | q                  | DNS                | 0      |
|      | Janne Ahonen             | 0               | DNS                  | DNS                | DNS                | 0      |
|      | Dimitrij Vasiljev        | DNS*            | DNS                  | DNS                | DNS                | 0      |
|      | Andreas Schuler          | q               | q                    | q                  | DNS                | 0      |
|      | Vincent Descombes Sevoie | q               | DNS                  | DNS                | DNS                | 0      |
|      | Martti Nomme             | q               | q                    | q                  | DNS                | 0      |
|      | Florian Altenburger      | q               | DNS                  | DNS                | DNS                | 0      |
|      | Gregor Deschwanden       | q               | q                    | q                  | DNS                | 0      |
|      | Lukáš Hlava              | q               | DNS                  | DNS                | DNS                | 0      |
|      | Michael Glasder          | q               | q                    | q                  | DNS                | 0      |
|      | MacKenzie Boyd-Clowes    | q               | DNS                  | q                  | DNS                | 0      |
|      | William Rhoads           | q               | DNS                  | q                  | DNS                | 0      |
|      | Aleksej Romašov          | q               | q                    | q                  | DNS                | 0      |
|      | Joachim Hauer            | q               | DNS                  | DNS                | DNS                | 0      |
|      | Killian Peier            | q               | DNS                  | DNS                | DNS                | 0      |
|      | Marat Zhaparov           | q               | q                    | q                  | DNS                | 0      |
|      | Filip Sakala             | DNS             | DNS                  | DNS                | DNS                | 0      |
|      | Sabirzhan Muminov        | DNS             | DNS                  | DNS                | DNS                | 0      |
|      | David Siegel             | DNS             | q                    | DNS                | DNS                | 0      |
|      | Davide Bresadola         | DNS             | q                    | 0                  | DNS                | 0      |
|      | Marius Lindvik           | DNS             | 0                    | 0                  | DNS                | 0      |
|      | Konstantin Sokolenko     | DNS             | DNS                  | q                  | DNS                | 0      |
|      | Roberto Dellasega        | DNS             | DNS                  | q                  | DNS                | 0      |
|      | Artti Aigro              | DNS             | DNS                  | q                  | DNS                | 0      |
|      | Federico Cecon           | DNS             | DNS                  | q                  | DNS                | 0      |
|      | Luca Egloff              | DNS             | DNS                  | q                  | DNS                | 0      |
|      | Casey Larson             | DNS             | DNS                  | q                  | DNS                | 0      |
|      | Andreas Allamomo         | DNS             | DNS                  | q                  | DNS                | 0      |
|      | Philipp Aschenwald       | DNS             | DNS                  | q                  | DNS                | 0      |